# 本巴貝克國家公園
本巴貝克國家公園是喀麥隆的國家公園，位於該國東南部，佔地2,382平方公里，建於2005年10月17日，被國際鳥盟列為重點鳥區，每年平均降雨量1,500毫米，野生動物有黑猩猩、林羚、尼羅鱷、紫羚、非洲森林象和300種魚類。